# Fran Murcia
Francisco José Murcia Sánchez (Múrcia, 14 de novembre de 1970), més conegut com a Fran Murcia, és un exjugador de bàsquet espanyol. Amb 2,03 metres d'estatura, jugava a la posició d'aler pivot.

## Carrera esportiva
Es forma com a jugador al CB Zaragoza, equip en el qual juga per un espai de 8 anys, fins al 1996, i en el qual guanya una Copa del Rei l'any 1990. El 1996 el CB Zaragoza desapareix i Murcia fitxa pel Saski Baskonia, juntament amb els seus companys Lucio Angulo i José Ángel Arcega. En el mes de gener d'aquella temporada, la 96-97, deixa Vitòria i fitxa pel Joventut de Badalona, amb qui guanya la seva segona Copa del Rei l'any 1997. En Badalona juga 3 temporades més, fins a l'any 2000, i després altres dues en el Fuenlabrada bàsquet. Els seus últims equips en la temporada 2002-2003 i 2003-2004, ja en la recta final de la seva carrera van ser el CB Gran Canària, on juga durant 8 partits, i en el renascut projecte de bàsquet de la ciutat de Saragossa, el Basket Zaragoza 2002, on no acaba la temporada 2003-2004.

### Selecció
Murcia va ser internacional amb la selecció espanyola en 32 ocasions. Abansa ja ho havia sigut amb la selecció juvenil (10 partits), amb la júnior (20 partits), amb la sub23 (22 partits), fins a debutar amb l'absoluta en maig del 1992 davant Ucraïna.

## Matrimoni i concursant derealities
Va estar casat amb Lara Dibildos, amb la qual té un fill Francisco Murcia Dibildos, també jugador de bàsquet. L'any 2004 participà com a concursant en el reality-show "La Granja", d'Antena 3, obtenint el segon lloc. L'any 2013 també concursa en el talent show "Splash! Famosos al agua" de la mateixa cadena.